# Los Indianos

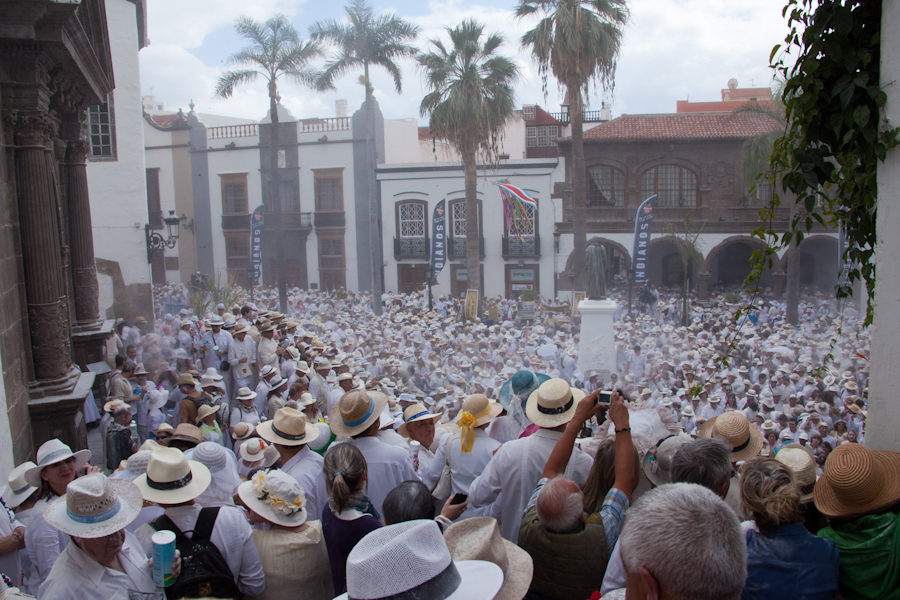
Karnevalsmontag in
Santa Cruz de La Palma

Los Indianos (Kurzform von Los que emigraron a Las Indias, siehe Abschnitt Historischer Hintergrund) ist der Name der zentralen Großveranstaltung im Karneval auf der Kanarischen Insel La Palma. Sie findet am Karnevalsmontag, der auf La Palma Día de Los Indianos genannt wird, in der Inselhauptstadt Santa Cruz de La Palma statt. Die Besucherzahl kann nur grob geschätzt werden. Für 2012 wurden mindestens 65.000 Teilnehmer angegeben. Zum Vergleich: die Stadt Santa Cruz de La Palma hat etwa 13.000, die gesamte Insel La Palma etwa 85.000 Einwohner. Charakteristisch sind Kubanische Musik und das ausgiebige Verstreuen von Babypuder (empolvarse).

## Historischer Hintergrund
Als Indianos bezeichnet man auf La Palma Auswanderer nach Amerika (historisch: Las Indias, insbesondere Venezuela und Kuba), die nach erlangtem Reichtum und Wohlstand in ihre Heimat zurückkehrten. Mehrere Auswanderungswellen fanden zwischen dem 16. und dem frühen 20. Jahrhundert statt. Bei ihrer Rückkehr wurden sie mit Feierlichkeiten von den daheimgebliebenen Familienmitgliedern empfangen.
Historischen Dokumenten zufolge existiert die Tradition des Werfens von Puder am Karnevalsmontag bereits seit dem 17. Jahrhundert. Es wird angenommen, dass dies auf das Einpudern zurückgeht, um der Haut ein bleiches Aussehen zu verschaffen. Dies war besonders bei den Mitgliedern einer kubanischen Loge (ñáñigo) beliebt. Anderen Quellen zufolge wurden die Waren der Schiffe, die im Hafen anlandeten, mit Puder bestreut, um der Ausbreitung eingeschleppter Krankheiten vorzubeugen.

## Geschichte der Veranstaltung
In den 1920er Jahren beschloss eine Gruppe von Karnevalisten, einen kleinen Umzug durch die Innenstadt zu veranstalten. Sie kleideten sich in Weiß, um die nach La Palma zurückkehrenden Emigranten zu verspotten. Die Idee fand regen Anklang und der Umzug wurde in den 1960er Jahren von der Stadtverwaltung von Santa Cruz de La Palma in das offizielle Karnevalsprogramm aufgenommen. In den 1980er Jahren verbanden sich die Traditionen der Verspottung der Rückkehrer und des Werfens von Puder.
Heutzutage sind an vielen Stellen Bühnen aufgebaut, auf denen live Kubanische Musik dargeboten wird. Bars, Cafés und Restaurants steuern Musik „aus der Konserve“ bei. Die Besucher ziehen singend, tanzend und puderwerfend durch die Innenstadt.

## Verkleidung bzw. Bekleidung
Männer tragen weiße faltenbesetzte Hemden (guayabera) oder weiße oder cremefarbene Leinenanzüge und Panamahüte. Beliebte Accessoires sind Zigarren, Pfeifen, Taschenuhren an Ketten, Seidentücher. nachgemachte Dollarnoten, alte lederne Reisekoffer und Käfige mit exotischen Vögeln.
Frauen tragen weiße oder cremefarbene Kleider, oft mit Spitzenapplikationen, ohne oder mit nur wenigen farbigen Akzenten, sowie mit Blumen besetzte Strohhüte und Seidenschals. Oft führen sie einen Sonnenschirm aus Spitze mit sich.

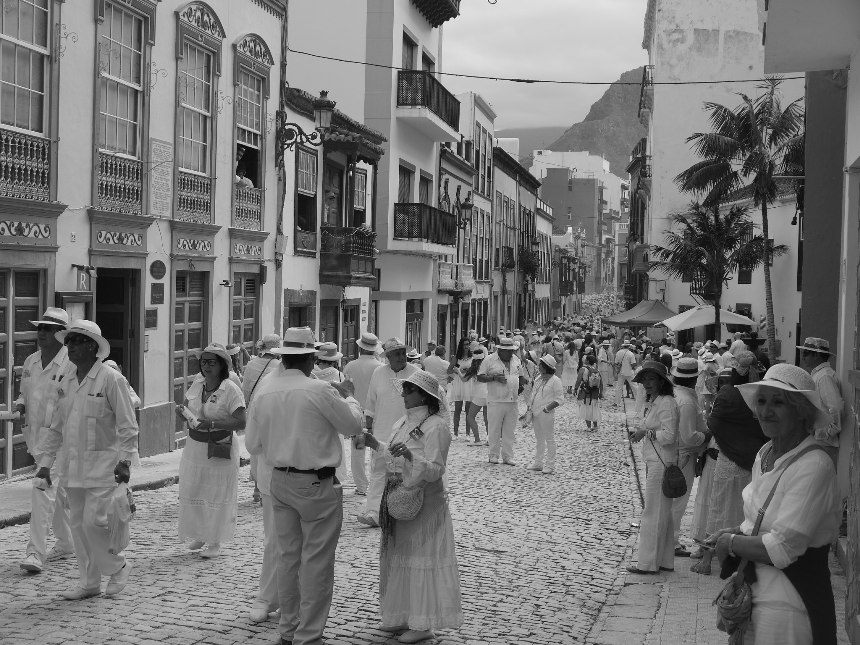
Karneval in Santa Cruz 2014

## La Negra Tomasa

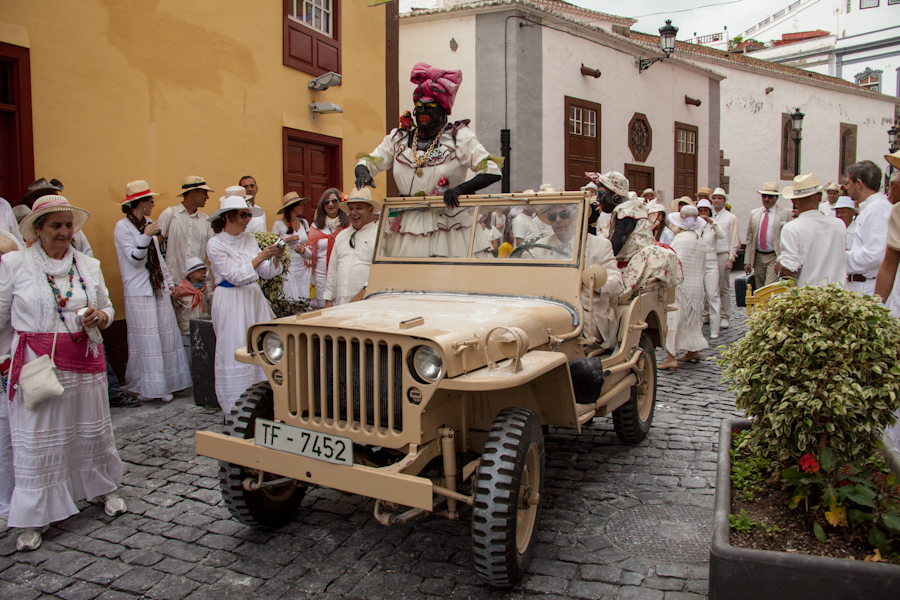
La Negra Tomasa auf dem Weg zur offiziellen Eröffnung des Día de Los Indianos

Die Figur La Negra Tomasa wurde 1992 von Victor Lorenzo Díaz Molina (* 1940 in Santa Cruz de La Palma), genannt Sosó, ins Leben gerufen und ist mittlerweile ein fester Bestandteil des Día de Los Indianos. Er verkörpert sie noch heute (Stand: 2025). Die Figur repräsentiert die Vermischung von Schwarz und Weiß in der kubanischen Kultur. Sie wird gegen 11:30 Uhr am Hafen empfangen und zur Plaza de España, die an diesem Tag Plaza de Habana genannt wird, in der Innenstadt begleitet. Dort wird mit einem Festakt gegen 13:00 Uhr der Día de Los Indianos offiziell eröffnet. Anschließend begibt sich La Negra Tomasa unter die feiernden Palmeros. Das offizielle Lied des Día de Los Indianos behandelt die Figur.